# 豊橋市立新川小学校
豊橋市立新川小学校（とよはししりつしんかわしょうがっこう）は、愛知県豊橋市前田中町8番地の23にある公立小学校。
豊橋駅から東へ約1キロメートル、裁判所、税務署、法律事務所などの立ち並ぶ地区にある。平成になってからも大正時代竣工のロマネスク建築の校舎を用いていたが、1999年（平成11年）に新校舎が竣工した。

## 部活動
- サッカー部
- 男子バスケットボール部
- 女子バレー部
- 水泳部
- 陸上部
- トランペット部

## 歴史

### 年表
- 1901年（明治34年） - 豊橋南部尋常小学校として設立。
  - 当時は龍拈寺の前にあり、2000坪の校地に木造平屋建3棟で、龍拈寺より借りていた。
- 1931年（昭和6年）8月 - 現在地に移転。
  - 鉄筋コンクリート3階建。トイレは水洗式だった。
- 1956年（昭和31年） - 全校生徒2236人のピークを迎えた。
- 1966年（昭和41年） - 健康優良学校として愛知県第1位の名誉に輝いた。
- 1999年（平成11年）10月 - 新校舎が完成。屋上にはプールが造られる。

### 児童数の変遷
『愛知県小中学校誌』（2018年）によると、児童数の変遷は以下の通りである。
| 1947年（昭和22年） | 1543人 |  |
| 1957年（昭和32年） | 2011人 |  |
| 1967年（昭和42年） | 924人  |  |
| 1977年（昭和52年） | 768人  |  |
| 1987年（昭和62年） | 515人  |  |
| 1997年（平成9年）  | 344人  |  |
| 2007年（平成19年） | 291人  |  |
| 2017年（平成29年） | 293人  |  |

## 出身者
- 両角良彦 - 官僚